# Зозулін Володимир Миколайович
Володимир Миколайович Зозулін (рос. Владимир Николаевич Зозулин; 24 березня 1991, Азері, ЕРСР — 12 березня 2022, Україна) — російський офіцер, гвардії старший лейтенант ПДВ РФ. Герой Російської Федерації.

## Біографія
Дитинство і юність провів у Вологодській області. В 2008 році закінчив середню школу в селі Борисово-Судське. Після закінчення школи вступив в Рязанське гвардійське вище повітряно-десантне командне училище імені генерала армії В. Ф. Маргелова (РВВДКУ). Після закінчення РВВДКУ в 2013 році служив у 217-му гвардійському парашутно-десантному полку 98-ї гвардійської повітряно-десантної дивізії в Іваново, де став командиром розвідувальної роти. Учасник російського вторгнення в Україну. Загинув у бою. Похований на Балінському цвинтарі в Іваново.

## Нагороди
- Медаль «За відзнаку у військовій службі» 3-го ступеня (10 років)
- Медаль «За військову доблесть» 2-го ступеня
- Звання «Герой Російської Федерації» (31 березня 2022, посмертно) — «за героїзм, мужність та відвагу, проявлені під час виконання військового обов'язку.»

## Вшанування пам'яті
Ім'ям Зозуліна російська окупаційна влада назвала вулицю в тимчасово окупованому Луганську.